# 青口镇 (连云港市)
青口镇为江苏省连云港市赣榆区的区人民政府驻地，全区政治、经济、文化中心。
至2007年底，全镇行政区域面积92.8平方公里，总人口17.6万人，辖33个社区居委会和21个行政村，紧靠海州湾，拥有75公里海岸线。

## 经济
作为县城驻地，近年来青口镇以争取苏北第一、全省百强为目标，着重发展工业、海洋产业、民营企业。2007年，全镇实现地区生产总值16.2亿元，财政一般预算收人1.4亿元。

## 行政区划
以下详细区划及数据采用2007年底统计信息。自2007年来，青口镇进行了大规模改造，政府机关率先东移，行政区划也正在变化。
2007年底，面积92.8平方公里，辖33个社区居委会和21个行政村。

### 社区

#### 河南社区
位于青口河以南，青罗公路以西，华中路两侧，耕地面积6.67公顷。有11个居民小组，2828户，11140口人。实现工农业总产值1.26亿元，居民人均纯收人9550元。该社区居民主要从事建筑、修理、商饮、农业、养殖业等，工业、建筑业是该社区的支柱产业。

#### 镇西社区
位于城区西部，在县城西关路以西，北邻新庄社区，有2个村民小组，826户，3106口人。实现工农业总产值1245万元，居民人均纯收人9712元。该社区居民主要从事工业、餐饮服务业和蔬菜种植业等，工业主要有碳化硅、修配、饲料加工、水泥制品、塑胶制品等。

#### 后陈社区
位于城区西北部，南至文化路，北至外环路，东至华中路，西至西关路，有2个居民小组，922户，3946口人。实现工农业总产值1.3亿元，人均纯收人9830元。该社区居民主要从事工业、餐饮服务和个体工商业等。

#### 新庄社区
位于镇政府西部约2公里处，有耕地面积77.97公顷，4个自然村:新庄村、大朱洲村、王楼村、张城村，有20个居民小组，1922户，7652口人。实现工农业总产值2.95亿元，居民人均纯收人1.1万元。该社区居民主要从事商饮服务、建筑、蔬菜种植、服装加工、食品包装、标准件加工、农业、养殖业等。民营西关工业园区坐落在该社区内，其中建筑业、服装加工、食品包装、标准件加工是该社区的支柱产业。

#### 中心社区
位于城区中北部，在文化路以北，华中路以东，东关路以西，北外环路以南，有4个居民小组，970户，3260口人。实现工农业总产值7066万元，居民人均纯收人9646元。该社区居民主要从事商业批发、饮食业等，工业是该社区的支柱产业，主要有服装、化工、建筑等产业。

#### 青下社区
位于城区东北部，有6个居民小组，719户，2511口人。实现工农业总产值6212万元，居民人均纯收人9576元。该社区居民主要从事工业、商饮服务业等。

#### 东关社区
位于城区东部，东至青年路，西至东关路，南至河滨路，北至黄海路，占地面积1.5平方公里，有3个居民小组，1518户，6698口人。实现工农业总产值9972万元，居民人均纯收人9398元。该社区居民主要从事工业、饮食服务业、运输业、商贸业等。

#### 镇东社区
位于镇政府东约1公里处，有耕地面积10.07公顷，6个居民小组，149户，449口人。实现工农业总产值2350万元，居民人均纯收人8532元。该社区居民主要从事工业、商业、餐饮业、建筑业等。

#### 东南庄社区
位于镇政府东南约1公里处，青罗公路以东，青口河南，耕地面积25.61公顷，有4个居民小组，730户，2580口人。实现工农业总产值6376万元，居民人均纯收人9613元。该社区居民主要从事工业、商饮服务业、建筑业、农业、服装加工等。

#### 南街社区
位于镇政府西南约2.5公里处，耕地81.64公顷，有9个居民小组，1106户，3023口人。实现工农业总产值1.3亿元，居民人均纯收人8523元。该社区居民主要从事工业、商饮服务业、农业、花卉苗木、建筑业、运输业、养殖业、种植业等，省经济开发区座落在该社区内。

#### 跃进社区
位于城区南部，地处镇海路以北，河滨南路以南，华中路以西，外环西路以东，有10个居民小组，4346户，1.06万人。该社区居民主要从事个体工商业、运输业、餐饮业等。

#### 工业社区
位于城区西部，地处蔡家巷以西，西关路以东，黄海路以南，牌坊街以北，有12个民小组，4030户，8642口人。该社区居民主要从事商业、运输业、饮食服务业等。

#### 繁荣杜区
位于城区南部，地处河滨广场以北，前官路以南，华中路以东，东关路以西，有14个居民小组，779户，2556口人。该社区居民主要从事饮食服务业和房屋出租业。

#### 前进社区
位于城区中西部，地处黄海街以南，牌坊街以北，天官巷以东，华中路以西，有11个居民小组，3061户，6922口人。该社区居民主要从事商业、加工业、运输业、饮食服务业等。

#### 解放社区
位于城区中部，地处东关路以西，太平桥路以东，黄海路以南，前宫路以北，有5个居民小组;4300户，1.1万人。该社区居民主要从事商业、饮食业、修理业、加工业等。

#### 胜利社区
位于城区北部，地处东关路以西，华中路以东，文化路以南，黄海路以北，有6个居民小组，1106户，3600口人。该社区居民主要从事服装加工、商业、运输业、饮食服务业等。

#### 黄海社区
位于城区东北部，东关路以东，青年路以西，文化路以北，环城北路以南，有8个居民小组，2630户，6832口人。该社区居民主要从事个体工商业、饮食服务业等，2002年度，被市评为“安全文明小区”。

#### 文化社区
位于城区西北部，地处文化路以南、黄海路以北。华中路以西，西关路以东，有20个居民小组，4028户，9994口人。该社区居民主要从事饮食服务业和个体工商业等。

#### 工农社区
位于城区中部，华中路中段，有8个居民小组，3249户，7756口人。该社区居民主要从事印刷、修理、加工、个体工商业等。

#### 团结社区
位于城区西南部，地处西关路以东，华中路以西，河滨北路以北，牌坊路以南，有8个居民小组。1140户，2364口人。该社区居民主要从事电机修理、印刷材料、个体工商业等。

#### 狮子口社区
位于镇政府北部，西邻黄海社区，离镇约1公里、有耕地面积3.07公顷，有13个村民小组，938户，3431口人。实现工农业总产值3.6亿元，居民人均纯收人1.01万元。该村村民主要从事工业、建筑业、商饮业、育苗、海淡水养殖、农业等。

#### 丁庄社区
位于县城以东，青口河北岸，黄海路以南。有耕地面积23.61公顷，有3个居民小组，339户，1208口人。实现工农业总产值2030万元，居民人均纯收人8278元，社区居民主要从事捕捞业、养殖业、运输业等。

#### 白庄社区
位于城区东部，青口河以北，公园路以南。有耕地面积巧公顷，有2个居民小组。196户，803口人。实现工农业总产值1080万元，居民人均纯收人8132元。社区居民主要从事捕捞业、养殖业和种植业。

#### 孙沙社区
位于城区东部，黄海东路以北，海城路以东。有耕地12公顷，有4个居民小组，276户，1113口人。实现工农业总产值843万元，居民人均纯收人81科元。社区居民主要从事种植业、养殖业和服装业。

#### 八总社区
位于城区北部，2以国道以东。有耕地33.35公顷，2个居民小组，278户，1078口人。实现工农业总产值2985万元。居民人均纯收人8647元，社区居民主要从事养殖业、育苗业。

#### 柴荡社区
位于城区北部，204国道北东，南邻通海大道，东靠青龙大沟。有耕地16公顷，2个居民小组，200户，825口人。实现工农业总产值2672万元，居民纯收人8606元。社区居民主要从事种植业和养殖业。

#### 东沙社区
位于城区东部，海城路以东，沙汪河以南。有耕地面积6.60公顷，2个居民小组，158户，606口人。实现工农业总产值1350万元，居民人均纯收人8729元。社区居民主要从事种植业、养殖业和服务业。

#### 王庄社区
位于城区东部，环城东路以西，青口河以北、有耕地面积5.2公顷，2个居民小组，320户，1230口人。实现工农业总产值345万元，居民人均纯收人8853元。社区居民主要从事种植业、养殖业和建筑业。

#### 谷沙社区
位于城区东北部，沙汪河以南，青龙大沟以西。有耕地面积23.21公顷，5个居民小组，510户，1836口人、实现工农业产值1203万元，居民人均纯收人8473元。社区居民主要从事养殖、捕捞、种植、建筑、渔网加工等行业。

#### 梁庄社区
位于城区东部，黄海东路以南，环城路以东。有耕地面积6.67公顷，3个居民小组，380户，1249口人。实现工农业总产值316万元，居民人均纯收人8342元。社区居民主要从事运输、建筑、捕捞、餐饮服务等行业。

#### 刁庄社区
位于城区东部，黄海东路以北，文化东路以南。2个居民小组，146户，550口人。实现工农业总产值902万元，居民人均纯收人9333元。社区居民主要从事建筑业、运输业、餐饮服务业。

#### 老埃社区
位于城区北部，204国道以东，东临黄海。有1个居民小组，106户，460口人。实现工农业总产值1570万元，居民人均纯收人8760元。社区居民主要从事养殖业、捕捞业。

#### 杨蛇社区
位于城区北部，204国道以东，沙汪河以北。4个居民小组，420户，1802口人，实现工农业总产值6485万元，居民人均纯收人8811元。社区居民主要从事种植业、养殖业。

#### 大朱旭村
位于镇政府北约2公里处，204国道以西，有耕地面积80.97公顷，10个村民小组，988户，3466口人，实现工农业总产值7684万元，居民人均纯收人8526元。该村村民主要从事农业、商饮业、建筑业等。

### 行政村

#### 下口村
位于镇政府东部，东邻青口港港口，离镇约4公里，有耕地面积8.67公顷，6个村民小组，1168户，4718口人。实现工农业总产值3.3亿元，居民人均纯收人1.11万元。该村村民主要从事海洋捕捞、育苗、海淡水养殖等。

#### 竹园村
位于镇政府西部，离镇约4公里，有耕地面积76.71公顷，5个村民小组，535户，20340人、实现工农业总产值536万元，居民人均纯收人7171元。该村村民主要从事农业、种植业、养殖业、绳具加工、建筑、铸造加工等。

#### 李城村
位于镇政府西部，离镇约3.5公里，有耕地面积31.48公顷，4个村民小组，347户，1289口人。实现工农业总产值857万元，居民人均纯收人7787元。该村村民主要从事农业、捻船建筑业、蔬菜种植业、养殖业等。

#### 陈沟南村
位于镇政府西南部，离镇约5公里，东邻大沟村，有5个村民小组，耕地面积124.06公顷，669户，2385口人。实现工农业总产值2663万元;居民人均纯收人8006元。该村村民主要从事农业、种植业、建筑业、养殖业、绳具加工、烟花爆竹生产等。

#### 大沟南村
位于镇政府西南部，离镇约4公里，北邻青班路，南邻青殷路，紧靠汾灌高速公路，有耕地51.23公顷，6个村民小组，548户，2158口人。实现工农业总产值3105万元，居民人均纯收人8109元。该村村民主要从事烟花爆竹生产、建筑、种植、农业及养殖业等。

#### 城官村
位于镇政府西南部，离镇约6公里，有耕地44.49公顷。2个村民小组，246户，810口人，实现工农业总产值940万元，居民人均纯收人7026元。该村村民主要从事农业、养殖业等。

#### 大庄村
位于镇政府西南部，离镇约7公里，北邻青沙公路，西邻西河村;有耕地面积192.36公顷;8个村民小组，672户，2600口人。实现工农业总产值2670万元，居民人均纯收人7706元。该村村民主要从事农业、特种养殖业和个体贩运等。

#### 西河村
位于镇政府西南部，离镇约10公里，北邻青沙公路，东邻大庄村，有耕地122.93公顷，4个村民小组，312户，1256口人。实现工农业总产值1400万元，居民人均纯收人7482元。该村村民主要从事农业、种植业、养殖业等。

#### 贺岗村
位于镇政府西南部，离镇约11公里，有耕地122.33公顷，4个村民小组，363户，1491口人。实现工农业总产值1018万元，居民人均纯收人7580元。该村村民主要从事建筑业、农业、种植业等。

#### 新村村
位于镇政府南部，范河南，204国道两侧，离镇约11公里，有耕地94.85公顷，6个村民小组，315户，1196口人。实现工农业总产值1305万元，居民人均纯收人7527元。该村村民主要从事农业、草编业等。

#### 四沟村
位于镇政府南部，204国道两侧，离镇约9公里，有耕地193.90公顷，10个村民小组，812户，3000口人。实现工农业总产值1789万元，居民人均纯收人7467元。该村村民主要从事革编、陶缸贩运、农业以及养殖业等。

#### 三新村
位于镇政府南部，离镇约8公里，西邻204国道，有耕地182.82公顷，7个村民小组，565户，2069口人。实现工农业总产值1957万元，居民人均纯收人7380元。该村村民主要从事草编和淡水养殖业、农业等。

#### 二沟村
位于镇政府南部，离镇约7公里，南邻三新村。北邻新城村，有耕地130.33公顷，4个村民小组，316户，1131口人。实现工农业总产值1723万元，居民人均纯收人8143元。该村村民主要从事农业、建筑业、养殖业等。

#### 宋口村
位于镇政府北部，离镇约2.5公里，北邻墩后村。南邻狮子口村，西邻204国道。有耕地面积39.89公顷，有6个村民小组，1612户，5868人。实现工农业总产值1.78亿元，居民人均纯收人9409元、该村村民主要从事育苗、养殖、海洋捕捞、建筑业等。

#### 安庄村
位于镇政府东北部，离镇约4.5公里，南邻杨沱村，北邻里沙村，西邻墩后村，2个村民小组，598户，2012口人。实现工农业总产值2020万元，居民人均纯收人4800元。该村村民主要从事海洋捕捞、育苗、海淡水养殖等。

#### 墩后村
位于镇政府北部，离镇约3.5公里，西邻204国道，东邻安庄村，南邻柴荡村，有耕地47.02公顷，3个村民小组，283户，la74口人。实现工农业总产值929万元，居民人均纯收人7952元。该村村民主要从事育苗、海淡水养殖等。

#### 大盘村
位于镇政府北部，离镇约4公里，东邻204国道，南与墩后村相邻，有耕地222.以公顷，7个村民小组，678户，2653口人。实现工农业总产值2100万元，居民人均纯收人4040元，该村村民主要从事育苗、农业、海淡水养殖等。

#### 里沙村
位于镇政府东北部，离镇约5公里，北邻兴庄河，西邻204国道，有耕地138公顷，5个村民小组，480户，1979口人。实现工农业总产值3785万元，居民人均纯收人7798元。该村村民主要从事育苗、养殖业、海洋捕捞等。

#### 新城村
位于城区南部，204国道以东。有耕地面积276.60公顷，5个村民小组，900户，3151口人。实现工农业总产值2.8万元，居民人均纯收人9017元。该村居民主要从事种植业、养殖业和建筑业。

#### 六里桥村
位于城区南部，204国道以西，朱稽河以南。有耕地42.29公顷，2个村民小组、364户，1376口人。实现工农业总产值1250万元，居民人均纯收人7420元。该村居民主要从事运输、草编、种植等行业。

## 企业
- 连云港凌亿电子科技公司
- 连云港东部实业有限公司 （制造精密标准件）
- 江苏嘉宝科技制管有限公司
- 连云港业事板业有限公司
- 连云港永旺玻璃制品有限公司
- 连云港班固水泥有限公司
- 赣榆县新格尔服装厂
- 连云港市易达酒业有限公司
- 东成化工集团 （生产酒精为主）
- 江苏舜天集团赣榆服装工业园
- 连云港中大海藻有限公司
- 连云港万科生物科技有限公司 （生产AC发泡剂为主）
- 旭康彩印有限公司
- 连云港高纯镁业有限公司
- 连云港凯隆实业有限公司 （生产工业帘子布为主）